# 천사의 키스
《천사의 키스》는 1998년 12월 14일부터 1999년 2월 9일까지 방송했던 KBS 2TV 월화 드라마로 줄곧 주말 드라마 위주로 연출을 맡아왔던 전산 PD의 본격적인 미니 시리즈 드라마 연출작이었다.

## 등장 인물

### 주요 인물
- 차승원 : 장태주 역
- 유호정 : 한설화 역 - 꽃 천사
- 조민기 : 이묵헌 역 - 시계 악마, 기획이사

### 주변 인물
- 박상아 : 최세림 역 - 한주약품 연구원, 태주의 연인
- 이성용 : 조성준 역 - 한주약품 연구팀장, 태주의 선배
- 윤문식 : 허탁보 역 - 술 천사
- 이재은 : 이소미 역 - 거울 악마
- 연규진 : 조용우 역 - 한주약품 전무, 성준의 아버지
- 이한위 : 이 비서 역 - 묵헌의 비서
- 임하룡 : 황대주 역 - 한주약품 개발과 과장
- 김성희 : 한주약품 개발과 대리 역
- 이혜은 : 남진희 역 - 한주약품 개발과
- 백신 : 김구만 역 - 한주약품 개발과
- 황은하 : 오신혜 역 - 한주약품 개발과

## 참고 사항
- 전산 PD는 당초 《킬리만자로의 표범》 후속작이자 고교생들이 자전거를 타고 전국을 순례하는 과정을 그리는 내용의 미니시리즈를 연출할 예정이었다.[1] 하지만 《맨발의 청춘》에서 처음부터 담당 PD를 맡아 온 김용규 PD 대신 5회부터 급히 투입되면서 불발됐으며 결국 《킬리만자로의 표범》 후속으로는 《전설의 고향》이 급하게 편성됐다.
- 이 과정에서 전산 PD가 연출을 맡을 예정이었던 드라마는 한 남자를 사이에 두고 천사와 악마가 벌이는 한판 승부를 보여주는 드라마로 포맷이 변경된 한편 제목도 《천사의 키스》로 결정됐고 《짝사랑》 후속으로 편성이 변경됐다.
- 코미디언 겸 방송인 임하룡의 첫 번째 드라마 출연작이다.
- 유호정은 앞서 SBS 주말 드라마 《흐린 날에 쓴 편지》에 출연 섭외를 받았지만 약속을 어겨 SBS 측으로부터 항의를 받았다.
- 당초 1998년 12월 7일 1회가 방송될 예정이었지만 주요 배우들 섭외 문제로 어려움을 겪으며 영화 《바람과 함께 사라지다》를 대체 편성하면서 1회는 1998년 12월 14일로 변경되었다.
- 윤문식(허탁보 역)이 마시던 술병으로 두 차례에 걸쳐 깡패들의 머리를 내리치는 등 폭력 행위를 지나치게 묘사했다는 이유로 1999년 2월 2일 열린 연예오락심의위원회에서 '주의' 조치를 받았다.
- 초반에 부진했던 SBS 월화 드라마 《은실이》와의 경쟁에서는 이겼지만[2], 손창민, 이영애 등 인기 스타를 앞세운 작품이자 똑같이 폭력 장면을 내보내어 방송위원회로부터 징계를 받았던 MBC 월화 드라마 《애드버킷》과의 경쟁에서는 패하였다.